# Heradida
Genre
Heradida est un genre d'araignées aranéomorphes de la famille des Zodariidae.

## Distribution
Les espèces de ce genre se rencontrent en Afrique du Sud, en Namibie et en Tanzanie.

## Liste des espèces
Selon World Spider Catalog (version 17.5, 18/10/2016) :
- Heradida bicincta Simon, 1910
- Heradida extima Jocqué, 1987
- Heradida griffinae Jocqué, 1987
- Heradida loricata Simon, 1893
- Heradida minutissima Russell-Smith & Jocqué, 2015
- Heradida speculigera Jocqué, 1987
- Heradida xerampelina Benoit, 1974

## Publication originale
- Simon, 1893 : Histoire naturelle des araignées. Paris, vol. 1, p. 257-488 (texte intégral).